# SECAM
SÉCAM або SECAM (від фр. Séquentiel couleur avec mémoire, пізніше Séquentiel couleur à mémoire — послідовний колір із пам'яттю; вимовляється [сека́м]) — система аналогового кольорового телебачення, вперше використана у Франції. Історично вона є першим європейським стандартом кольорового телебачення.

## Технічні особливості
Як і усі аналогові телевізійні стандарти, SECAM є адаптованим і сумісним із старішим монохромним (чорно-білим) телемовленням. В адаптованих стандартах кольорового телемовлення додатковий сигнал колірності передається у високочастотній області спектру монохромного телесигналу.
Як відомо із фізіології зору людини, відчуття кольору складається із трьох основних складових: червоного (R), зеленого (G) і синього (B) кольорів. Таку колірну модель позначають абревіатурою RGB. Із різних причин замість трьох сигналів основних кольорів передаються монохромний сигнал Y (яскравість) і різноколірні R-Y (Red-Y) і B-Y (Blue-Y). У системі SECAM використовують колірну модель YDbDr (різновид моделі YUV).
Сигнал колірності у стандарті SECAM передається у частотній модуляції (ЧМ), по одній колірній складовій у одному телевізійному рядку почергово. Як відсутні рядки використовують попередній сигнал R-Y або B-Y відповідно, отримуючи його із пам'яті. У аналогових телеприймачах для реалізації пам’яті використовують лінію затримки, що являє собою сталевий або скляний стрижень.
Отже, кольорове телевізійне зображення у стандарті SECAM має вдвічі меншу роздільну здатність по вертикалі, ніж монохромне зображення. Але суб’єктивно, через більшу чутливість ока до складової яскравості, на середньостатистичних телевізійних картинках таке погіршення майже не помітне. Застосування цифрової обробки сигналу ще більше згладжує цей недолік.
Застосування частотної модуляції, почергової передачі колірного сигналу і колірної моделі YDbDr є відмінною особливістю SECAM від інших телевізійних аналогових стандартів (PAL та NTSC).

## Версії SECAM
У світі використовується кілька модифікацій стандарту SECAM. Усі вони відрізняються лише методом кодування монохромного відеосигналу, кодування звуку і шириною спектру.
| Стандарт  | Число рядків | Частота кадрів | Смуга каналів          | Смуга сигналу | Кодування відеосигналу | Піднесуча звуку | Модуляція звуку | Країна                              |
| --------- | ------------ | -------------- | ---------------------- | ------------- | ---------------------- | --------------- | --------------- | ----------------------------------- |
| SECAM-L   | 625          | 25             | 8 МГц                  | 6 МГц         | Позитивне              | +6,5 МГц        | АМ              | Франція                             |
| SECAM-K1  | 625          | 25             | 8 МГц                  | 6 МГц         | Негативне              | +6,5 МГц        | FM              | Колишні заморські володіння Франції |
| SECAM В/G | 625          | 25             | 7 МГц(МХ), 8 МГц (ДМХ) | 5 МГц         | Негативне              | +5,5 МГц        | FM              | Греція, Середня Азія                |
| SECAM D/K | 625          | 25             | 8 МГц                  | 6 МГц         | Негативне              | +6,5 МГц        | FM              | Україна, СНД                        |

Стандарт MESECAM використовується лише при запису на магнітну стрічку. У цьому стандарті для зменшення впливу непостійності швидкості стрічкопротяжного механізму відеомагнітофона на якість кольору, піднесучі різницевих сигналів кольору перенесені на нижчі частоти (приблизно 1.1 МГц).

## Історія
- 1956 — початок розробки стандарту у Франції.
- 1961 — розроблена перша версія стандарту SECAM. I, у цій версії колірні піднесучі передавались на одній частоті.
- 1965 — SECAM III (він же SECAM Optimised) представлена на асамблеї CCIR (Міжнародний консультативний комітет з радіо). Це і є стандарт SECAM, що наразі використовується («III» більше не вказують). У цьому ж році у СРСР розроблено і запатентовано власний покращений стандарт НИИР (він же SECAM-IV, він же NIR або NIIR).
- 1967 — розпочато кольорове телевізійне мовлення у стандарті SECAM (SECAM-III) у Франції та СРСР.

Побутує думка, що стандарт SECAM було прийнято у СРСР з політичних причин, «в пику» США із їхнім стандартом NTSC. Насправді ж, вибір здійснювався на конкурентній основі з чотирьох варіантів, що існували на той час (НИИР, PAL, SECAM і NTSC). Порівняння проводилось шляхом трансляції сигналів радіорелейними лініями (не найкращої якості), що існували на той час, і запису на відеомагнітофон «Кадр-1Ц». Вважають, що SECAM у цих умовах показав найкращу якість. Стандарт НИИР тоді був лише в макеті і потенційно міг переважати конкурентів. Коли стало очевидно, що вибір може зупинитися на розробці НИИР, французи суттєво знизили вартість ліцензії на SECAM, до того ж апаратура SECAM була готова до серійного виробництва. Це і стало вирішальним фактором у прийнятті нового стандарту у СРСР.